# フロートコート
フロートコートは、2005年3月から2012年6月まで西日本旅客鉄道（JR西日本）大阪駅の構内にあった仮設の商業施設である。

## 概要
JR大阪駅再開発工事に伴い、仮設店舗としてJR大阪駅南口・東側に2005年3月1日開業した。
鉄骨2階建てで店舗面積は約2300平方メートル。1階はバス乗り場で、2階と1階の一部を店舗として運用している。事業費は約5億5000万円。
施設の形状から、「空中に浮かぶ」を意味するフロート(FLOAT)を名称に採用している。
2012年度内に旧ギャレ大阪跡地に開業を予定している新しい商業施設（エキマルシェ大阪：2012年10月31日開業）の開設に伴い、フロートコートは、駅南口・西側にある「トラベルコート」と共に撤去（2012年7月初旬から撤去工事開始予定）され、跡にはタクシー乗り場などを整備する予定 だったが、2012年6月30日にフロートコートが先行して閉店した。

## 主なテナント
※印は、ジェイアール西日本フードサービスネット運営店舗
- おちゃらん屋（ラーメン）
- 551蓬萊
フロートコート閉鎖に先行し、閉店。
- 臼臼（麺と惣菜）※
- カフェ＆オムライス エルブ※
- ロマン亭
フロートコート閉鎖に先行し、2012年3月末で閉店。「ロマン亭 心斎橋店」として心斎橋へ移転オープン。
この店舗が出店する前はあかれんが（鉄板居酒屋）が出店していた。
- 串膳（串居酒屋）※
- 花果山（中華）※
- 回転寿司がんこ
フロートコート閉鎖後、大阪駅周辺に移転を予定と発表していたが、2012年10月31日にエキマルシェ大阪内へオープン。
- 吉野家※
この店舗が出店する前は印度倶楽部（カレー専門店）が出店していた。
- ANGELBE
フロートコート閉鎖に伴い、2012年7月1日にJR大阪駅中央改札口鉄道案内所横へ移転オープン[5]
- X-TIME（ネットカフェ）
- ネットスクウェア
この店舗が出店する前はキンコーズが出店していた。
- Heart-in
- Daily-in
- Book Studio
フロートコート閉鎖に先行し、2011年12月1日に御堂筋北口へ移転オープン[6]。
- SoftBank
フロートコート閉鎖に先行し、閉店。
- Bee Zip
- Monique
- Monitor
- ル・カール大阪※
- キャッシュコーナー